# Ontstekingsremmers
Ontstekingsremmers of anti-inflammatoire preparaten zijn middelen die de effecten van een ontsteking doen verminderen. Ze worden ook wel antiflogistica genoemd. Ontstekingsremmende middelen worden onderscheiden in steroïde en niet-steroïde ontstekingsremmers (NSAID's).
- Tot de niet-steroïde ontstekingsremmers behoren: acetylsalicylzuur (Aspirine), diclofenac, aceclofenac (Sulindac), diflunisal, fenoprofen, fenylbutazon, flurbibrofen, ibuprofen, indometacine, ketoprofen, nabumeton, naproxen, piroxicam en tolmetine.
- Steroïde ontstekingsremmers zijn onder andere: prednison, prednisolon en triamcinolon en dexamethason.